# Azusa, California
Azusa là một thành phố thuộc quận Los Angeles trong tiểu bang California, Hoa Kỳ. Thành phố có tổng diện tích 9,6669 dặm vuông Anh (25,037 km2), trong đó diện tích đất là 9,656 dặm vuông Anh (25,01 km2). Theo điều tra dân số Hoa Kỳ năm 2010, thành phố có dân số 44.712 người, là thành phố lớn thứ 157 bang California năm 2010.